# Roger De Beukelaer
Roger De Beukelaer (* 16. Mai 1951 in Merksem, Antwerpen) ist ein ehemaliger belgischer Radrennfahrer und nationaler Meister im Radsport.

## Sportliche Laufbahn
De Beukelaer war Teilnehmer der Olympischen Sommerspiele 1972 in München. Er bestritt mit dem Vierer die Mannschaftsverfolgung, sein Team mit Léon Daelemans, De Beukelaer, Alex Van Linden und Wilfried Wesemael schied in der Qualifikationsrunde aus.
1974 gewann er als Amateur die nationale Meisterschaft im Dernyrennen und mit Walter Huybrechts, Herman Van Gansen und Hugo Van Gastel in der Mannschaftsverfolgung.
Den Circuit De Wallonie konnte er 1973 für sich entscheiden. 1972 war er Zweiter im Circuit Franco-Belge hinter Willy Govaerts. In diesem Rennen gewann er 1973 eine Etappe.  Er gewann noch einige weitere kleinere Eintagesrennen in Belgien und beendete seine aktive Laufbahn 1974. 